# Земля (тур)
«Земля» — великий стадіонний тур українського рок-гурту «Океан Ельзи» на підтримку його восьмого альбому «Земля». Разом з групою участь в турі взяв сербський гітарист Владімір Опсеніца, що згодом увійшов до основного складу гурту.
Тур розпочався 19 травня концертом у Мукачево. До української частини туру увійшли 27 міст країни, в яких було проведено 28 концертів (у Харкові відбулося два концерти). Після закінчення виступів в Україні з жовтня 2013-го музиканти вирушили у другу частину концертного туру країнами СНД. Навесні 2014 року почалася третя частина туру, куди увійшли концерти в Ізраїлі, Великій Британії, Німеччині, Чехії, Польщі, Литві, Латвії та Росії.
Турне групи на підтримку альбому «Земля» назвали найбільш масштабним та грандіозним в гастрольній історії країни. Ні вітчизняним, ні зарубіжним виконавцям поки не вдавалося провести в Україні концертні тури з таким розмахом.

## Дати туру
| Номер  | Дата              | Місто                       | Країна          | Майданчик                                 |        |        |
| Етап 1 | Етап 1            | Етап 1                      | Етап 1          | Етап 1                                    | Етап 1 | Етап 1 |
| ------ | ----------------- | --------------------------- | --------------- | ----------------------------------------- | ------ | ------ |
| 1      | 19 травня 2013    | Мукачеве                    | Україна         | Стадіон «Спартак»                         |        |        |
| 2      | 21 травня 2013    | Івано-Франківськ            | Україна         | Міський стадіон «Рух»                     |        |        |
| 3      | 22 травня 2013    | Чернівці                    | Україна         | Стадіон «Буковина»                        |        |        |
| 4      | 24 травня 2013    | Вінниця                     | Україна         | Центральний міський стадіон               |        |        |
| 5      | 25 травня 2013    | Хмельницький                | Україна         | Міський стадіон «Поділля»                 |        |        |
| 6      | 28 травня 2013    | Тернопіль                   | Україна         | Тернопільський міський стадіон            |        |        |
| 7      | 29 травня 2013    | Луцьк                       | Україна         | Стадіон «Авангард»                        |        |        |
| 8      | 30 травня 2013    | Рівне                       | Україна         | Стадіон «Авангард»                        |        |        |
| 9      | 1 червня 2013     | Львів                       | Україна         | Стадіон «Арена Львів»                     |        |        |
| 10     | 4 червня 2013     | Чернігів                    | Україна         | Стадіон імені Юрія Гагаріна               |        |        |
| 11     | 6 червня 2013     | Суми                        | Україна         | Стадіон «Ювілейний»                       |        |        |
| 12     | 7 червня 2013     | Полтава                     | Україна         | Палац дозвілля «Листопад»                 |        |        |
| 13     | 8 червня 2013     | Харків                      | Україна         | Палац спорту                              |        |        |
| 14     | 11 червня 2013    | Донецьк                     | Україна         | Арена «Дружба»                            |        |        |
| 15     | 12 червня 2013    | Луганськ                    | Україна         | Стадіон «Авангард»                        |        |        |
| 16     | 14 червня 2013    | Запоріжжя                   | Україна         | Стадіон «Славутич-Арена»                  |        |        |
| 17     | 15 червня 2013    | Дніпропетровськ             | Україна         | Стадіон «Метеор»                          |        |        |
| 18     | 17 червня 2013    | Кривий Ріг                  | Україна         | Палац молоді та студентів                 |        |        |
| 19     | 18 червня 2013    | Миколаїв                    | Україна         | Обласний Палац культури                   |        |        |
| 20     | 20 червня 2013    | Сімферополь                 | Україна         | Стадіон «Локомотив»                       |        |        |
| 21     | 21 червня 2013    | Севастополь                 | Україна         | Український культурно-інформаційний центр |        |        |
| 22     | 22 червня 2013    | Ялта                        | Україна         | Концертний зал «Ювілейний»                |        |        |
| 23     | 25 червня 2013    | Херсон                      | Україна         | Стадіон «Кристал»                         |        |        |
| 24     | 26 червня 2013    | Одеса                       | Україна         | Палац спорту                              |        |        |
| 25     | 28 червня 2013    | Кіровоград                  | Україна         | Стадіон «Зірка»                           |        |        |
| 26     | 29 червня 2013    | Черкаси                     | Україна         | Центральний міський стадіон               |        |        |
| 27     | 30 червня 2013    | Харків                      | Україна         | Палац спорту                              |        |        |
| Етап 2 |                   |                             |                 |                                           |        |        |
| 28     | 19 вересня 2013   | Кишинів                     | Молдова         | Palatul National                          |        |        |
| 29     | 28 вересня 2013   | Київ                        | Україна         | Палац спорту                              |        |        |
| 30     | 15 жовтня 2013    | Пенза                       | Росія           | Палац спорту «Дизель-Арена»               |        |        |
| 31     | 17 жовтня 2013    | Нижній Новгород             | Росія           | Театр опери та балету                     |        |        |
| 32     | 20 жовтня 2013    | Казань                      | Росія           | КРК «Піраміда»                            |        |        |
| 33     | 22 жовтня 2013    | Іжевськ                     | Росія           | ДК «Металург»                             |        |        |
| 34     | 23 жовтня 2013    | Перм                        | Росія           | Палац культури ім. Солдатова              |        |        |
| 35     | 25 жовтня 2013    | Єкатеринбург                | Росія           | ККТ «Космос»                              |        |        |
| 36     | 26 жовтня 2013    | Тюмень                      | Росія           | Тюменська філармонія                      |        |        |
| 37     | 27 жовтня 2013    | Челябінськ                  | Росія           | Театр драми ім. Наума Орлова              |        |        |
| 38     | 29 жовтня 2013    | Уфа                         | Росія           | зал «Колізео»                             |        |        |
| 39     | 31 жовтня 2013    | Самара                      | Росія           | КРЦ «Зірка»                               |        |        |
| 40     | 2 листопада 2013  | Саратов                     | Росія           | Палац спорту                              |        |        |
| 41     | 4 листопада 2013  | Волгоград                   | Росія           | Центральна концертна зала                 |        |        |
| 42     | 6 листопада 2013  | Ставропіль                  | Росія           | Палац культури та спорту                  |        |        |
| 43     | 8 листопада 2013  | Краснодар                   | Росія           | Льодовий палац спорту                     |        |        |
| 44     | 9 листопада 2013  | Ростов-на-Дону              | Росія           | Палац спорту                              |        |        |
| 45     | 11 листопада 2013 | Вороніж                     | Росія           | Град Event-Hall                           |        |        |
| 46     | 13 листопада 2013 | Бєлгород                    | Росія           | Палац спорту «Космос»                     |        |        |
| 47     | 14 листопада 2013 | Курськ                      | Росія           | СКК (Спортивно-концертний комплекс)       |        |        |
| 48     | 15 листопада 2013 | Орел                        | Росія           | Концертний зал «Грінн-Центр»              |        |        |
| 49     | 17 листопада 2013 | Тула                        | Росія           | ДК «Залізничників»                        |        |        |
| 50     | 18 листопада 2013 | Калуга                      | Росія           | Калузька обласна філармонія               |        |        |
| 51     | 22 листопада 2013 | Москва                      | Росія           | Stadium Live                              |        |        |
| 52     | 23 листопада 2013 | Москва                      | Росія           | Stadium Live                              |        |        |
| 53     | 1 грудня 2013     | Гомель                      | Білорусь        | Льодовий Палац спорту                     |        |        |
| 54     | 2 грудня 2013     | Вітебськ                    | Білорусь        | Льодовий Палац спорту                     |        |        |
| 55     | 3 грудня 2013     | Могильов                    | Білорусь        | Льодовий Палац спорту                     |        |        |
| 56     | 5 грудня 2013     | Берестя                     | Білорусь        | Льодовий Палац спорту                     |        |        |
| 57     | 6 грудня 2013     | Гродно                      | Білорусь        | Льодовий Палац спорту                     |        |        |
| 58     | 8 грудня 2013     | Мінськ                      | Білорусь        | Мінськ-арена                              |        |        |
| Етап 3 |                   |                             |                 |                                           |        |        |
| 59     | 30 січня 2014     | Тель-Авів                   | Ізраїль         | Ангар 11                                  |        |        |
| 60     | 9 березня 2014    | Лондон                      | Велика Британія | The FORUM                                 |        |        |
| 61     | 14 березня 2014   | Кельн                       | Німеччина       | Die Kantine                               |        |        |
| 62     | 15 березня 2014   | Дортмунд                    | Німеччина       | FZW                                       |        |        |
| 63     | 16 березня 2014   | Гамбург                     | Німеччина       | Markthalle                                |        |        |
| 64     | 18 березня 2014   | Берлін                      | Німеччина       | Fritz Club                                |        |        |
| 65     | 19 березня 2014   | Прага                       | Чехія           | SaSaZu                                    |        |        |
| 66     | 21 березня 2014   | Нюрнберг                    | Німеччина       | Rockfabrik                                |        |        |
| 67     | 22 березня 2014   | Штутгарт                    | Німеччина       | LKA-Longhorn                              |        |        |
| 68     | 23 березня 2014   | Франкфурт на Майні          | Німеччина       | Sindlingen Haus                           |        |        |
| 69     | 25 березня 2014   | Варшава                     | Польща          | Stodola                                   |        |        |
| 70     | 28 березня 2014   | Вільнюс                     | Литва           | Teatro arena                              |        |        |
| 71     | 29 березня 2014   | Рига                        | Латвія          | Palladium Rīga                            |        |        |
| 72     | 31 березня 2014   | Санкт-Петербург (скасовано) | Росія           | Льодовий палац                            |        |        |
| 73     | 7 квітня 2014     | Курган (скасовано)          | Росія           | Курганська обласна філармонія             |        |        |
| 74     | 9 квітня 2014     | Омськ (скасовано)           | Росія           | СКК ім. Блінова                           |        |        |
| 75     | 11 квітня 2014    | Новосибірськ (скасовано)    | Росія           | клуб «Отдых»                              |        |        |
| 76     | 12 квітня 2014    | Барнаул (скасовано)         | Росія           | клуб «Арена»                              |        |        |
| 77     | 14 квітня 2014    | Красноярськ (скасовано)     | Росія           | Палац спорту імені Івана Яригіна          |        |        |
| 78     | 16 квітня 2014    | Іркутськ (скасовано)        | Росія           | Палац спорту «Труд»                       |        |        |
| 79     | 19 квітня 2014    | Владивосток (скасовано)     | Росія           | Fesco-hall                                |        |        |
| 80     | 21 квітня 2014    | Хабаровськ (скасовано)      | Росія           | Палац спорту «Платінум Арена»             |        |        |
| 81     | 22 квітня 2014    | Южно-Сахалінськ (скасовано) | Росія           | Льодовий комплекс «Арена Сіті»            |        |        |
| Етап 4 |                   |                             |                 |                                           |        |        |
| 82     | 26 липня 2014     | Алмати                      | Казахстан       | Tortuga                                   |        |        |
| 83     | 6 вересня 2014    | Баку                        | Азербайджан     | Зелений театр                             |        |        |
| 84     | 20 вересня 2014   | Таллін                      | Естонія         | Rock Cafe                                 |        |        |
| 85     | 21 вересня 2014   | Гельсінки                   | Фінляндія       | Circus                                    |        |        |
| 86     | 9 жовтня 2014     | Монреаль                    | Канада          | Place des Arts                            |        |        |
| 87     | 11 жовтня 2014    | Торонто                     | Канада          | Hershey Centre                            |        |        |
| 88     | 12 жовтня 2014    | Лос-Анджелес                | США             | Avalon Hollywood                          |        |        |
| 89     | 15 жовтня 2014    | Бостон                      | США             | Club Royale                               |        |        |
| 90     | 17 жовтня 2014    | Нью-Йорк                    | США             | Webster Hall                              |        |        |
| 91     | 18 жовтня 2014    | Чикаго                      | США             | Concord Music Hall                        |        |        |
| 92     | 19 жовтня 2014    | Сан-Франциско               | США             | Fox Theater Redwood City                  |        |        |
| 93     | 29 листопада 2014 | Барселона                   | Іспанія         | Teatre Principa                           |        |        |
| 94     | 30 листопада 2014 | Рим                         | Італія          | Atlantico Live                            |        |        |
| 95     | 2 грудня 2014     | Париж                       | Франція         | Cabaret Sauvage                           |        |        |